# Mao Zedong 1949
Mao Zedong 1949 (chino simplificado: 决胜时刻, chino tradicional: 決勝時刻, pinyin: Juéshèng Shíkè, también conocida como Chairman Mao 1949), es una película china estrenada el 20 de septiembre de 2019.
La película recoge la historia de los líderes del Comité Central del Partido Comunista de China, mientras se preparan para establecer la República Popular en una villa en las Colinas Fragantes de Beijing en 1949.

## Sinopsis
La película cuenta la historia del liderazgo del Comité Central del Partido en Xiangshan en 1949 y del plan que crean para establecer una nueva China, luego de la ruptura en las conversaciones de paz del Kuomintang.
A principios de la primavera de 1949, la villa Shuangqing de Xiangshan de Beijing se vuelve diferente. Mao Zedong dirige el liderazgo central y las instituciones para vivir en esta antigua villa. En la víspera del nacimiento de la Nueva China, use lanza una batalla decisiva.

## Personajes

### Personajes principales
| Actor                    | Personaje            | Notas |
| ------------------------ | -------------------- | --- |
| Tang Guoqiang            | Mao Zedong           | Es un político y dictador chino, el máximo dirigente del Partido Comunista de China (PCCh). |
| Liu Jing                 | Zhou Enlai           | Es un destacado político de la República Popular China y vicepresidente del Partido Comunista de China (PCCh). |
| Huang Jingyu             | Chen Youfu           | Es un oficial de seguridad y guardaespaldas de Mao Zedong. |
| Qin Lan                  | Soong Ching-ling     | Es una destacada política china, así como la esposa de Sun Yat-sen. |
| Du Jiang                 | San Tuanzhang        | Es un comandante regimental. |
| Ma Tianyu                | -                    | Es un corresponsal de la guerra. |
| Wang Likun               | Meng Yu              | Es una locutora. |
| Lin Yongjian             | Nie Rongzhen         | Es un prominente militar y dirigente del Partido Comunista de China (PCCh), así como el comandante de la Región Militar de China del Norte.                                                                                       |
| Zhang Hanyu              | Mao Renfeng          | Es un general y maestro de espías de la República de China que dirigió la Oficina Nacional de Investigación y Estadísticas "Juntong" (agencia de inteligencia militar de la República de China).                                  |
| Ma Xiaowei (马晓伟)      | Chiang Kai-shek      | Es un militar y estadista chino, así como el líder del Partido Nacionalista Chino Kuomintang. |
| Pu Cunxin                | Li Zongren           | Es un militar y político chino, así como el vicepresidente de la República de China. |
| Liu Zhibing              | Zhang Zhizhong       | Es un comandante militar del Ejército Nacional Revolucionario y un negociador de la República de China. |
| Gao Shuguang             | Bai Chongxi          | Es un general chino del Ejército Nacional Revolucionario, así como el primer ministro de Defensa Nacional de la República de China.                                                                                               |
| Wang Wufu (王伍福)       | Zhu De               | Es un militar y político chino, fundador y comandante del Partido Comunista de China (PCCh). |
| Liu Sha (刘沙)           | Liu Shaoqi           | Es un político chino, uno de los máximos dirigentes del Partido Comunista de China (PCCh). |
| Wang Jian (王健)         | Ren Bishi            | Es un líder militar y político del Partido Comunista de China (PCCh). |
| Zhang Zijian (张子健)    | Li Kenong            | Es un general y político chino, así como uno de los creadores del aparato de seguridad e inteligencia del Partido Comunista de China (PCCh) y del Ejército Popular de Liberación.                                                 |
| Lü Xing (吕行)           | Chiang Ching-kuo     | Es el hijo mayor de Chiang Kai-shek, así como un militar y político chino-taiwanés. |
| Audrey Duo (乌兰托雅·朵) | Li Na                | Es la hija menor de Mao Zedong. |
| Zhou Tao (周涛)          | Soong Mei-ling       | Es la hermana menor de Soong Ching-ling y la esposa del presidente Chiang Kai-shek, quien tuvo un papel prominente en la política de la República de China.                                                                       |
| Nie Yuan                 | Luo Ruiqing          | Es un oficial y político del ejército chino. Es un general del Ejército Popular de Liberación y el primer Ministerio de Seguridad Pública, encargado de crear el aparato de seguridad y policía de la República Popular de China. |
| Wu Haochen               | Mao Anying           | Es el hijo mayor de Mao Zedong. |
| Hu Wenge (胡文阁)        | Mei Lanfang          | Es un cantante chino y uno de los artistas más famosos de la Ópera de Pekín. |
| Zhao Yi (赵毅)           | Lin Biao             | Es un militar y político chino, así como uno de los principales colaboradores de Mao Zedong. |
| Ma Lun (马仑)            | Zhang Shizhao        | Es un periodista y político chino, y uno de los intelectuales no comunistas que se acercan a Mao Zedong. |
| Huang Wei (黄薇)         | Deng Yingchao        | Es la esposa del ministro chino Zhou Enlai y miembro del Partido Comunista de China (PCCh). |
| Shi Xin (史鑫)           | Deng Xiaoping        | Es un político chino y miembro del Partido Comunista de China (PCCh). |
| Ye Jin (叶进)            | Ye Jianying          | Es un líder y político revolucionario del Partido Comunista de China (PCCh), así como general y uno de los miembros fundadores del Ejército Popular de Liberación.                                                                |
| Gao Zheng (高正)         | Tian Jiaying         | Es el secretario de Mao Zedong. |
| Gao Ge (高戈)            | Li Yinqiao           | Es un guardia bajo el mando de Mao Zedong. |
| Ye He (叶禾)             | Tian Erqiao (田二桥) | Es un joven guardia bajo el mando de Mao Zedong. |

### Otros personajes
| Actor                       | Personaje             | Notas |
| --------------------------- | --------------------- | --- |
| Wu Gang (巫刚)              | Zhou Zhirou           | Es un comandante de la Fuerza Aérea de la República de China.                                                                               |
| Sun Qian (孙茜)             | -                     | |
| Zhu Dan (朱丹)              | -                     | Es una locutora. |
| Tian Yu (田雨)              | -                     | Es el director de radiodifusión. |
| Zhang Jianya (张建亚)       | Li Zheng (李蒸)       | |
| Li Shilong (李士龙)         | Lizi Shao (邵力子)    | Es un político y uno de los fundadores del Partido Comunista de China.                                                                      |
| Cheng Zhiping (程治平)      | Cheng Siyuan (程思远) | |
| Xing Minshan (邢岷山)       | Deng Ruobo (邓若波)   | |
| Zhao Ningyu (赵宁宇)        | Ye Fei (叶飞)         | Es un general militar chino nacido en Filipinas, así como político de la República Popular China, que se une al Partido Comunista de China. |
| Yang Haoyu (杨皓宇)         | -                     | |
| 陈秋玲                      | -                     | Es un locutor |
| Zhao Yanguozhang (赵燕国彰) | -                     | |
| 张旭                        | -                     | Es una agente. |
| 余中南                      | -                     | Líder del escuadrón del Ejército Popular de Liberación.                                                                                     |
| Yang Chen (杨晨)            | -                     | Es un agente. |
| 袁忠贤                      | Huang Shaohong        | Es un caudillo militar en la Provincia de Guangxi y un líder importante en los años finales de la República de China.                       |
| Cheng Guodong (成国栋)      | Liu Fei (刘斐)        | |

## Premios y nominaciones
| Año  | Categoría                     | Premio                                    | Nominado        | Resultado |
| ---- | ----------------------------- | ----------------------------------------- | --------------- | --------- |
| 2019 | Best Actor                    | Chinese American Film Festival (C.A.F.F.) | Tang Guoqiang   | Ganó      |
| 2019 | Outstanding Contribution Film | Chinese American Film Festival (C.A.F.F.) | Mao Zedong 1949 | Ganó      |

## Producción
También es conocida como "Chairman Mao 1949" y "中国1949·香山之春".
La película fue dirigida por Huang Jianxin y Ning Haiqiang, quienes contaron con los guionistas He Jiping<, Huang Xin y Wang Qingwei.
Mientras que la producción estuvo a cargo de Huang Jianxin.
La película fue filmada en tan sólo 67 días.
La película fue estrenada durante el Festival Internacional de Cine de Shanghái el 19 de junio del 2019. Originalmente se planeaba el estreno de la película en China para el 12 de septiembre del 2019, sin embargo el estreno fue pospuesto y reprogramado para el 20 de septiembre del 2019.
Contó con el apoyo de la compañía productora "Bona Film Group Limited" y fue distribuida por "Bona Film Group Limited", "Alibaba Pictures", "Huaxia Film Distribution" y "Wanda Group".

### Recepción
El sitio web "Douban", uno de los principales sitios de calificación de los medios chinos, le dio a la película una calificación de 6.9 de 10.

### Taquilla
La película recaudó más de 4 millones de yuanes (565.531 dólares estadounidenses) en la taquilla china durante su primer fin de semana, según las estadísticas publicadas por "Maoyan" (una base de datos de películas y plataforma de venta de entradas en China).

### Estreno internacional
| País              | Título                     | Fecha de Estreno         |
| ----------------- | -------------------------- | ------------------------ |
| China continental | 决胜时刻 (Mao Zedong 1949) | 20 de septiembre de 2019 |